# 平盛時 (御内人)
平 盛時（たいら の もりとき）は、鎌倉時代中期の武士。北条氏得宗家の御内人。侍所所司。鎌倉幕府執権、北条泰時・経時・時頼に仕える。平盛綱の子で、平禅門の乱で知られる平頼綱の父と推定されている。

## 生涯
史料上の初見は安貞2年（1228年）10月15日、将軍藤原頼経に進上する馬を曳く記録である。その後も歴代執権の椀飯で馬を引く役目を務めている。嘉禎2年（1229年）、鶴岡八幡宮の弓始義で射手を務める。
暦仁元年（1238年）、将軍頼経の上洛に随兵として従う。延応元年（1239年）、九条道家の病気見舞いに頼経の使者と共に上洛。寛元2年（1244年）4月、頼経からその子頼嗣への将軍交替を伝える使者となって上洛する。同年8月15日、新将軍・頼嗣の鶴岡放生会に供奉。
寛元4年（1246年）の宮騒動では諏訪盛重・尾藤景氏らと共に執権時頼に近侍し、将軍側近の使者に対して時頼との面会を拒絶している。騒動後の寄合に加わって事件処理を行う。翌年の宝治合戦後は侍所所司として諏訪盛重と共に罪人の尋問や三浦一族自害の様子を目撃した承仕法師から事情聴取を行い、恩賞問題や三浦遺族の戦後処理にあたった。
正嘉元年（1258年）正月、御弓始の射手となる。同年将軍宗尊親王の仁所詣随兵の奉行。弘長元年（1261年）、三浦義村の子大夫律師良賢を逮捕。近衛宰子御参の供奉人を奉行。
弘長3年（1263年）には出家して平左衛門入道と称し、息子の1人が将軍宗尊親王上洛の随兵に選ばれている。